# 唐人街
唐人街，又稱中國城、華埠、中華街，是指華人地區以外國家的城市裡華裔人士的聚居區。唐人街不限于某条街道，范围可以扩大至一个社區，更贴切的叫法应该是唐人区、华人区。唐人街因歷史因素或特殊國情在东亚、东南亚、大洋洲和北美洲皆十分常見。唐人街最早在19世纪的美国和加拿大形成。当时，由於歧视性的土地法规嚴禁華人等有色人種介入土地買賣市場或僅准許華人在特定區域购买土地，从而形成了第一代华人移民的聚居区。唐人街之形成，乃因為早期華人移居海外，成為當地的少數族群，在面對新環境需要同舟共濟，便群居在一個地帶，故此多數唐人街是華僑歷史的一種見証。日本和韓國則稱唐人街為「中華街」，比如日本乃至亚洲最大的唐人街横滨中华街。

## 歷史

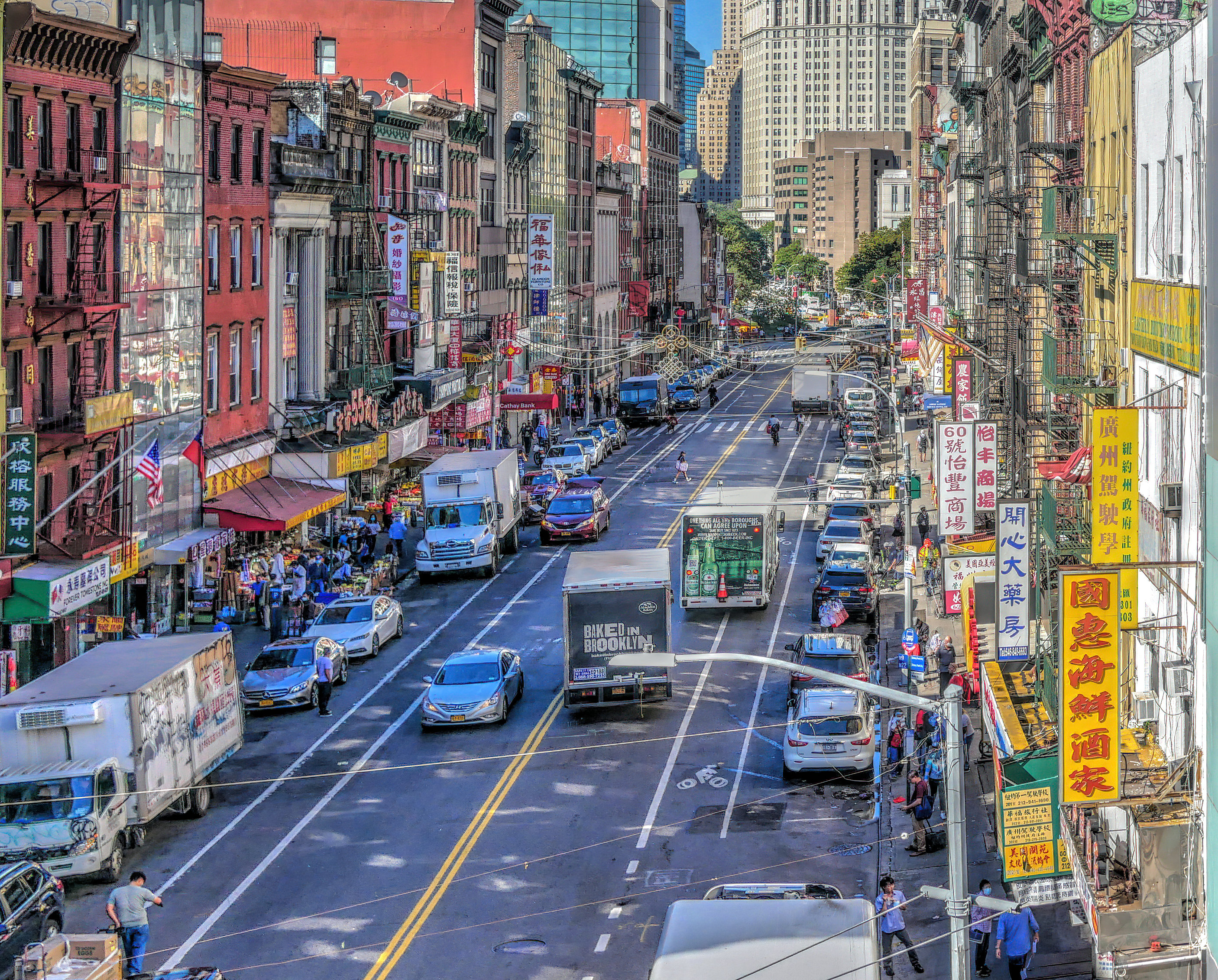
福州鎮, 纽约

唐人街最早叫“大唐街”。1673年納蘭性德《淥水亭雜識》：“日本，唐時始有人往彼，而居留者謂之『大唐街』，今且長十里矣。”
1872年，志剛在《初使泰西記》中有：「金山為各國貿易總匯之區，中國廣東人來此貿易者，不下數萬。行店房宇，悉租自洋人，因而外國人呼之為『唐人街』。建立會館六處。」1887年，王詠霓在《歸國日記》中也使用了“唐人街”：“金山為太平洋貿易總匯之區，華人來此者六七萬人，租屋設肆，洋人呼為唐人街。六會館之名曰三邑，曰陽和。”王詠霓的這句話與志剛的差不多。在這之前，王可能看過《初使泰西記》，因此，他在這裡沿用了志剛的“唐人街”。“唐人街”是粵人華僑自創的名稱。
1875年，張德彝在《歐美環遊記》中就稱唐人街為“唐人城”，張通英語，英語稱唐人街為Chinatown。其實，在這以前，張德彝更為直接，他將Chinatown直譯為“中國城”，如《航海述奇》（1866年）：“抵安南國，即越南交趾國……再西北距四十餘里，有“中國城”，因有數千華人在彼貿易，故名。”
1930年蔡運辰《旅俄日記》：“飯後再赴旅館，新章五時亦至，候余甚久，公事畢，同遊中國城。城在莫斯科中心，女牆高底，完全華式，華人名之曰中國城。”今人李歐梵有一篇有關唐人街的隨筆，題目就叫《美國的“中國城”》（1975），文章說：“唐人街是老華僑的溫床、新華僑的聚會所。也是美國人眼裡的小中國。也許我們應該把唐人街的英文原名直譯過來，乾脆稱它為『中國城』（Chinatown），可能更恰當一點。”
在東南亞，由於移民的歷史比較早，因此語言和文化多與當地融合。另外華裔在當地大多經商、且族群意識很強，所以一般還掌控了當地的產業主導權，成為地位重要的少數族群。由於東南亞是華人早期移民的主要地區之一，大多都已融入當地社區，而並不居住生活於唐人街，因此著名的唐人街相對較少，但還是有一些知名的唐人街如牛車水和茨廠街（但嚴格來講，茨廠街不能稱作唐人街）。
在北美的唐人街經常可見餐館林立，而餐館、洗衣店和手藝店即早期華僑的主要營商行業。一些歷史較悠久的唐人街，皆位於大城的舊區，環境會較為擠迫，治安和種族歧視亦是某一些華埠要面對的問題。一些唐人街亦出現華人人口遷離、人口老化的現象。

## 西方的唐人街

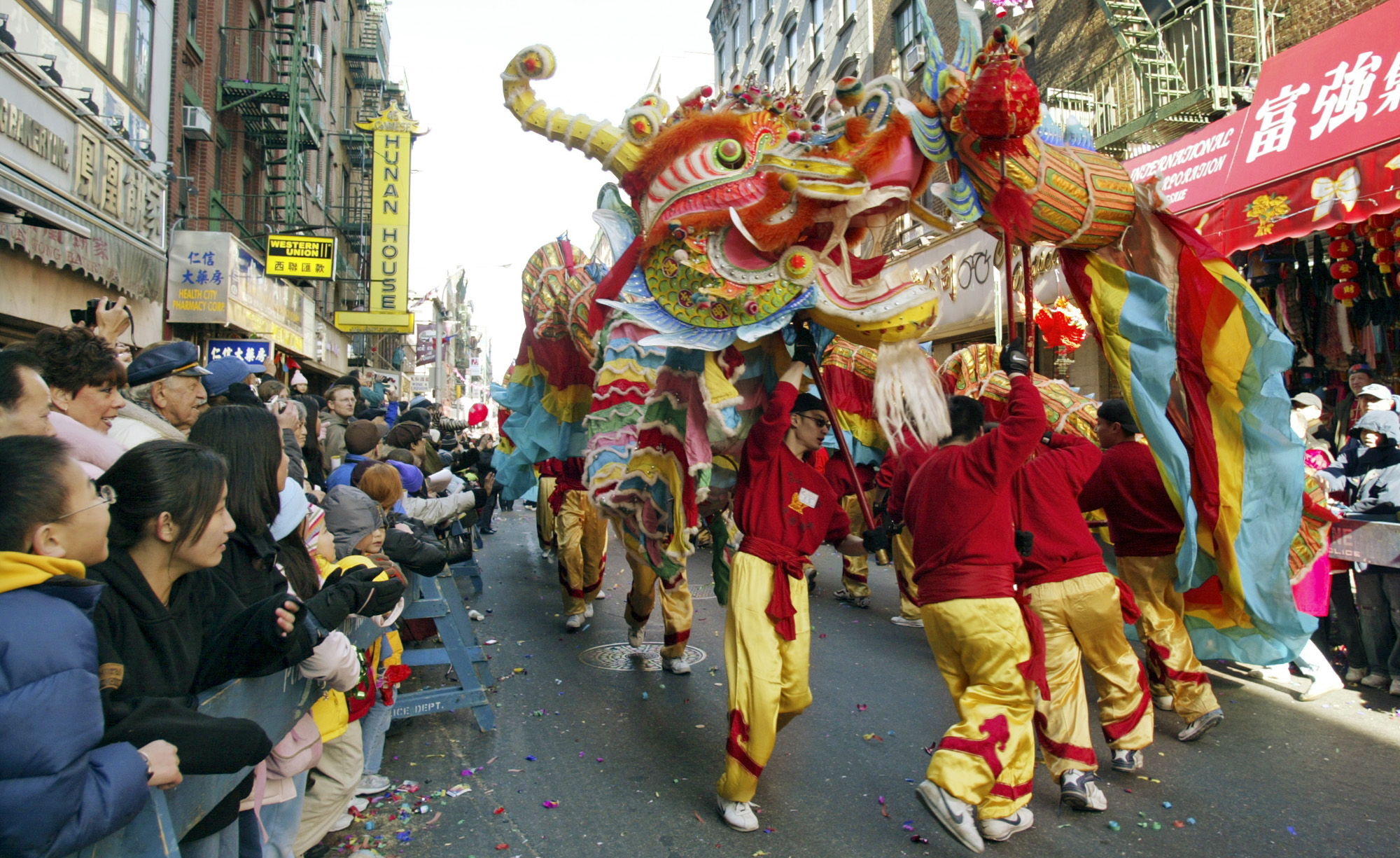
纽约曼哈顿华埠景象。纽约是亚洲外最大的海外华人聚居地

中国的第一艘直接交易船到达英国利物浦的码头交换诸如丝绸和棉花等的商品时，一个早期的中国飞地于1830年代在利物浦出现了。许多中国移民在晚1850年代到达了利物浦，成为了蓝色漏斗航运公司的员工。这是一个货物运输公司，由阿尔弗雷德·霍特创建。这条商业航线建立了上海，香港和利物浦之间的紧密贸易联系，其中主要是利物浦进口丝绸，棉花和茶叶。
旧金山的唐人街是北美最大的唐人街之一，还是墨西哥以北最古老的唐人街。在1850年代到1900年代，它成为了早期中国移民进入美国的入口。这片地理区域的特殊之处在于城市政府与私营业主允许中国移民继承财产以及在城内合法拥有房产。许多中国移民成为了大公司的劳动力。中国移民对于中太平洋公司建设做出了杰出的贡献。其他早期移民成为了煤矿工人或独立勘探者。这些独立勘探者希望在1849年的淘金热时大赚一笔。在19世纪中期，有许多中国人移民到美国北方。每当有一次大量移民，就有一个唐人街在美国北方出现。这些中国人移民到美洲西海岸，从圣地亚哥到维多利亚。
经济机遇推动了更多唐人街在美国的建立。第一批唐人街在美国西方出现，例如加利福尼亚州，俄勒冈州，华盛顿州，爱达荷州，犹他州，科罗拉多州，和亚利桑那州。当洲际铁路建立完成后，更多临近铁路的城镇出现了唐人街，比如圣路易斯，芝加哥，辛辛那提，匹兹堡，比尤特。许多东海岸城市也出现了唐人街，比如紐約，波士顿，费城，普罗维登斯，和巴尔的摩。随着解放宣言的通过，更多南方的州，比如阿肯色州，路易斯安那州，和乔治亚州开始雇佣中国移民作为劳动力。
唐人街的历史不总是和平的，尤其是劳资纠纷出现的时候。低工资的中国工人在山区的唐人街大规模替代白种矿工。这引发了紧张的种族冲突，甚至导致了怀俄明州的罗克斯普林斯大屠杀。许多前沿的唐人街在美国种族歧视的影响下消亡了。1882年，排华法案通过。
然而，第二次世界大战提升了中国移民在美国的地位。在日本偷袭美国珍珠港之后，中国与美国成为了对抗日本的战友，而美国人也希望在美国的中国移民加入到他们的战线之中。中国移民有史以来第一次进入了美国主流社会。中国移民穿上了战服，与美国士兵成为了战友。由于前线缺乏劳动力，更多中国移民有了工作。
第二次世界大战中期，罗斯福总统在1943年12月17日废除了排华法案。这一举动结束了长达60年的合法的种族主义和种族歧视。但这并不意味着中国移民立刻被社会所接受。在排华法案被废除与战争新娘法生效之后，中国文化开始渗入美国并被美国所同化。这个单民族的社区开始向一个充满家庭和孩子的社区转型。最终，中国移民可以合法地成为公民，拥有财产。
70年代后期，越南战争的華裔难民和流亡者在西方发达国家的唐人街的重建中发挥了重要的作用。其结果是，许多唐人街已成为泛亚洲商务区和住宅区。相比之下，大多数过去的唐人街主要是来自中国东南的中国人的居住区。
近些年来，新出现的唐人街开始承担历史和旅游中心的角色。很多新的唐人街，比如在纽约奥尔巴尼的唐人街，建立的目的是作为景点而不是飞地。这些唐人街试图在高档的环境下给人以“老唐人街”的感觉。在北卡罗来纳罗利新建成的唐人街还将建设一个五星级的酒店，其主要目的是吸引游客。

## 「後唐人街」時代
隨著種族歧視的觀念消失，半世紀以來，各國政府紛紛開放參政權予華裔，使華人的地位在外國趨於公平，在西方國家新一代的華人移民和當地土生土長的華裔人士由於高科技、企管和專業背景，許多家庭甚至於有經濟能力在高級住宅區居住。北美以及澳洲很多大型都會區更已進入「後唐人街」時代，即唐人街外的華人人口和商業活動已遠超過原唐人街，而且華人人口和商業活動不再是聚集在某個社區，而是在市郊多個相鄰社區裡，散居在主流或其他少數族裔當中。「後唐人街」的例子包括美國加州洛杉磯地區的聖蓋博谷；舊金山灣區的矽谷；紐約皇后區的法拉盛；加拿大溫哥華地區的列治文市和本那比市；與及多倫多地區的士嘉堡區、萬錦。在澳洲計有墨爾本的博士山、韋弗利谷；悉尼的車士活、寶活及好市圍市； 布里斯本的森尼班克。

## 部分唐人街位置

### 非洲
在非洲，有三个规模相对较大、值得一提的唐人街，分别坐落在非洲的东部沿海国家：马达加斯加，毛里求斯和南非。

### 美洲
华人移民最早于19世纪中叶抵达美国、加拿大、墨西哥等美洲诸国，随后华人移民聚集区变成了唐人街最早的雏形。现今最主要的几个唐人街坐落在美国及加拿大东西两岸大都市区，如纽约、旧金山、洛杉矶、域多利、温哥华、多伦多等。

#### 美国
美国华裔在纽约市的曼哈顿、法拉盛、布鲁克林和它们的周边区域占有较高人口比例，其中曼哈顿下东城的华埠是东海岸历史最悠久的华人聚居区，早在1850—1870年间就已经出现。由于下城的地价愈加高昂，后来美国的华人，尤其是偷渡或非法居留者因为收入低，只能迁往他处居住，因此形成了法拉盛华埠。在中西部，芝加哥的唐人街也出现很早。到1900年时，芝加哥的华人社团已经初具规模，而且在很长时间里一直是中西部唯一的华人聚居区，直到1980年中国改革开放后出现的非法移民潮和2000年前后的留学热才使得很多城市也出现了（新式）唐人街。美国西岸的旧金山作为一个重要太平洋港口城市，因为与中国仅相隔太平洋而且与东亚贸易关系密切，拥有西半球历史最悠久的唐人街，其起源一般被认为是1850年代修建太平洋铁路的华工在美国定居后形成的。華盛頓也有唐人街。2000年后，由于华人移民出现高学历化、精英化的趋势，很多华人不满足于市中心唐人街不佳的居住和出行条件而选择住在郊区高档社区，很多大城市的市郊也出现了新唐人街甚至华人城市，例如加州的蒙特雷公园、尔湾和圣何塞。这些新唐人街与老唐人街有很大的不同，老唐人街往往位于市中心，道路狭窄、绿化欠缺、住宅单元狭小老旧等问题，而郊区的新唐人街则与周边区域融为一体，居住环境和质量更好，因此导致了新老移民群体的地域和文化上的分割。

#### 加拿大
位于加拿大西岸的不列颠哥伦比亚省是华人移民最早入驻的省份，其省府维多利亚市的唐人街是加拿大历史最悠久、全美州继旧金山历史第二悠久的唐人街。该省最大城市温哥华的唐人街是加拿大面积最大的唐人街。同属于温哥华都市区的列治文市、本拿比市的华人密度也较高，据加拿大政府2011年人口普查，华人分别占总人口的53%及33.9%，其中前者常被称作“小香港”。
多伦多最大的唐人街大概范围在市中心多伦多大学主校区偏西南的登打士街西(Dundas Street West)和士巴丹拿道(Spadina Aveneue) ，交汇处有两个大型购物中心，唐人街的招牌都是中英双语，是多伦多最繁忙的社区之一，附近华裔居民居住密度较高。

#### 拉丁美洲
在拉丁美洲，最古老的唐人街坐落在墨西哥，其时间至少要追溯至十七世纪早期。
从二十世纪七十年代开始，一些来自香港、澳门的移民纷纷落脚拉丁美洲。拉丁美洲的唐人街有中国和拉丁美洲混血的最早移民和来自东亚的近期移民。大多数亚洲—拉丁美洲人有广东或客家的血统。
对于拉丁美洲中国居民的后裔，其人数难以统计。
除墨西哥城唐人街之外，阿根廷的首都布宜诺斯艾利斯和秘鲁的首都利马也有较著名的唐人街。

### 亚洲
唐人街在亚洲分布很广，并且拥有很大的人口密度。其居民往往是东亚和南亚的華僑和一些祖籍在中国南方，特别是福建、广东、海南的華人。早在唐朝，就已经有唐人街在比如文莱，柬埔寨，印度尼西亚，老挝，马来西亚，缅甸，新加坡，菲律宾，泰国，越南等这些国家生根发芽，它们在清朝有了较大的发展，并且在二十世纪的时候欣欣向荣。日本最大的唐人街是橫濱中華街，另有神戶南京町、長崎新地中華街。在西亞中东地區的唐人街，与美国、加拿大、澳大利亚、欧洲等相比，正在成为新的中国移民目的地。比如，在伊朗和杜拜新建的唐人街，与世界其他地方的飞地有着很大的区别。杜拜拥有華人地區以外世界上最大的中国风格的购物街。

### 大洋洲
墨尔本的唐人街坐落在墨尔本中心商务区和小柏克街东端中心。它从斯旺斯顿大街开始，一直到展览大街。这个唐人街是在1851年，正处淘金热时期，发展起来的，并且是澳大利亚历史最悠久的。由于1906年旧金山大地震摧毁了其唐人街，墨尔本的这个唐人街被认为是亚洲外最持久的。
悉尼的主要唐人街坐落在沙瑟大街。它从东部的中央车站一直延伸到西部的情人港，并且是澳洲最大的唐人街。
阿德莱德的唐人街是在二十世纪六十年代建造的，并且在八十年代进行了翻新。它坐落在中央市场和中央车站附近。
此外，布里斯班和佩斯也有一定规模的唐人街。

### 欧洲
一些市区的唐人街坐落在欧洲各国家的首都和主要城市。
在英国，伯明翰、利物浦、伦敦、曼彻斯特和泰恩河畔纽卡斯尔，都有一些唐人街。在利物浦的唐人街被认为是欧洲的唐人街中历史最悠久的。伦敦的唐人街建立与十九世纪末期，坐落于莱姆豪斯区。曼彻斯特的唐人街则位于其市中心。
德国漢堡唐人街遺址標示著在百年前的舊時代裡曾建有華人社群，此外德國境內並無較形規模者，近代僅在法蘭克福以及柏林的利希滕贝格、夏洛滕堡附近存在部分中国新移民的經濟活動。
坐落于巴黎第十三区的唐人街是全欧洲规模最大的。很多越南人，特别是來自越南的避难華裔，都在巴黎的北面美丽城和里昂安家落户。意大利的米兰、罗马和普拉托都有唐人街。而荷兰的阿姆斯特丹、鹿特丹和海牙，也都有唐人街存在。
新中国移民現象也出現在比利时安特卫普以及英国卡迪夫，自2011年起，安普当局发现中国社区呈涌现的趋势，卡迪夫的市参议会正在计划对城中的中国人进行确认。

## 唐人街的特点

### 中国式建筑风格
作為旅遊勝地的大型唐人街，入口處大多有高大的紅色拱形結構——牌坊，特別搶眼，有時也會有威嚴的石獅子，用來迎客。有些唐人街也可以看到其他建築風格，比如雪梨唐人街的誼園，域多利牌坊前的石獅子等。伊朗的加奇薩蘭唐人街也有很多中式風格建築。
中国的牌坊上一般都有题字。历史上来讲，这些牌坊都是被作为礼物，由中华民国，中华人民共和国，或是当地政府（旧金山的唐人街）乃至商业组织，捐赠给某个城市的。古巴哈瓦那的长期被忽视的唐人街从中华人民共和国收到了很多材料，用来进行唐人街的逐步翻新。牌坊的建造资金一般来自当地华人社区的捐资。有一些牌坊大到可以横跨整个路口，而有一些则比较小，无论在高度上还是宽度上。牌坊可以用木头建造，也可以用石头或钢来建造。在装饰上，有的很简单，也有的是经过精心设计的。

### 中文标志

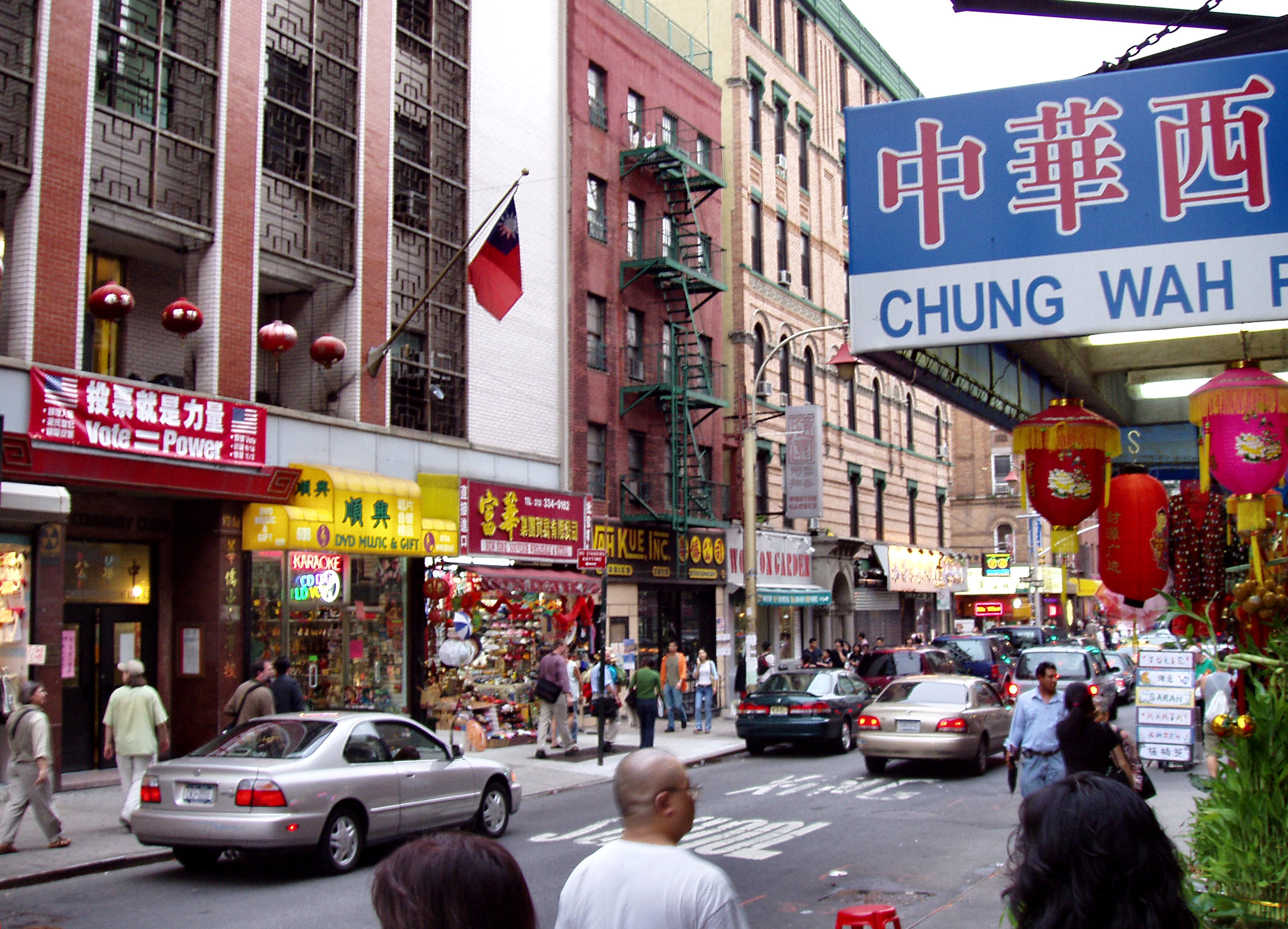
美國紐約唐人街，左上方懸掛著一幅中華民國國旗

在唐人街很容易見到中國特色。很多商店門前標誌都採用中國書法。也有很多其他唐人街，如加利福尼亞奧克蘭市和加拿大域多利的唐人街，使用英文和中文雙語街道標誌。
在华盛顿的唐人街，当地政府要求唐人街内商店的店面标志必须要翻译成汉字，无论这个商店是不是中国人开的。就连一些国家连锁店如星巴克咖啡、CVS药店等也都要遵从这个规定。

### 中国餐厅
很多唐人街都是以美食为核心的，因此，对于想吃中国菜以及其他亚洲料理如越南菜、泰国菜、马来西亚菜的人们来说，世界各地的唐人街通常是理想去处。有些唐人街，比如新加坡的唐人街，已经发展出了具有当地特色的中国菜。唐人街的餐厅不仅是当地经济的一个重要组成部分，而且也是一种社会性的聚集场所。在很多西方国家的唐人街中，餐厅的工作是可能是那些贫穷的移民所能找到的唯一工作，特别是那些无法熟练运用当地语言进行交流的人。很多唐人街都会有“正宗餐厅”和“游客餐厅”之分。
一般来说，主要为移民提供正宗中国菜的餐厅并不符合人们对于唐人街餐厅的刻板印象。由于华裔移民的增多以及很多文化对不同口味菜肴的接纳，现存的美式中国菜馆和加拿大式中餐馆已被不少人看作一种不合时宜的存在，但是它们的顾客仍然很大，也能获得很大的利润。在很多唐人街已经有了不少规模较大的地道的广东海鲜餐厅。这些餐厅专门做客家菜、四川菜、上海菜、福州菜等。也有一些小餐厅在经营熟食。

#### 广东海鲜餐厅
典型的广东海鲜酒家一般都会有一个很大的饭厅，大厅中有华丽的装饰和设计。海鲜酒家自然擅长于烹调海鲜，比如一些昂贵的龙虾、螃蟹、对虾、蛤蚌、牡蛎等。在开始烹调前，这些活海鲜一般都放在鱼缸里。有一些海鲜酒家会在早晨至下午的时间段内提供点心。服务生会一边推着装有热气腾腾的菜肴和点心的手推车，一边为食客报菜名。这些餐厅也往往是婚礼、宴会及其他特殊活动的举办地。
这类餐厅于20世纪六十年代在香港发展起来并迅速走向繁荣和流行，随后就开始在海外的唐人街开设。由于海鲜酒家价格较高，并且想开设和管理这类酒家所需要的资本较多（因为需要更高水平的员工），这类酒家一般都开设在发达国家的唐人街及其卫星社区，以及相当富裕的中国移民社区，尤其是在澳大利亚、加拿大、美国这些香港移民很多的地方。比较贫穷的移民们一般是开不起这类餐厅的，尽管他们也在这类餐厅工作。一般情况下，在比较老的唐人街，这类餐厅更少。例如，在加拿大温哥华的唐人街几乎没有这类餐厅，然而在其郊区如里士满、不列颠哥伦比亚则有海鲜酒家。海鲜酒家间的竞争是非常激烈的。因此，海鲜酒家的老板们想尽办法，甚至“挖墙脚”，来获得那些最出色的厨师。这些厨师大多数来自香港。

#### 烧腊店
此外，还有一种中餐厅叫做中式烧烤熟食餐厅，被称作“烧腊店”，有时也被稱为“面家”。这种餐厅一般在规模和装饰上要略逊一筹，一般会买一些更便宜的食物，比如云吞面，炒粉，扬州炒饭，粥等等。他们一般也会把半熟的烤鸭和烤乳猪挂在橱窗里，这也是世界各地唐人街的一景。这些餐厅也会卖一些如叉烧肉、内脏、鸡爪子等西方食客不太熟悉的中国菜。
这类餐厅的食物一般是为外卖准备的。这类餐厅中有一些名声不太好，被认为是“低级小餐馆”，糟糕的服务也广受诟病，然而其他的一些餐馆则是干净亮堂的，也有现代化装饰和用心服务的侍者。
越南移民，包括华裔人士和非中国人，在很多唐人街开设了餐厅，出售越南河粉牛肉面条汤以及越南法式三明治。有些移民开设餐厅主打潮州菜，也有些唐人街中有不少“泛亚餐厅”，让顾客在一个屋檐下尝到各种不同的亚洲面条。

#### 杂碎与炒面馆（美国）
一般都有霓虹灯招牌，这些餐厅主要是为非中国顾客提供杂碎或炒面，这些菜也可以在标准的烧烤店和外卖店吃到。

#### Chifa（秘鲁）
Chifa 是秘鲁首都利马的唐人街的一个重要部分，是一种混合了广式中国菜和秘鲁当地风味的秘鲁中餐厅。Chifa源自广东话“饎飯”，秘鲁人说西班牙语，发音就变成了“Chifa”，其原意就是做饭。这种餐厅很受秘鲁当地人的喜爱。

## 唐人街的年度大事
在一些重大活动比如游行，节日，中国杂技表演，武術表演，机动游戏举行之时，应活动的组织者、推动者要求，很多唐人街往往会封闭街道。小一点的节日活动可能也会在唐人街中的停车场、操场、公园、学校内举行。

### 農曆新年（春節）
很多唐人街庆祝春节都离不开舞龙和舞狮，以及与之相伴的由铙钹的声音、锣的叮当声、敲击硬木拍板的声音、用力击鼓的声音以及响亮的鞭炮声混合而成的独特节奏。这些表演一般都在商店门前举行，表演中，狮子试图去吃莴苣头或是去抓一个橘子放到嘴里。在狮子的戏服下一般有两位演员，表演中会出现很多令人惊叹的绝技。舞龙的表演者则通常是以大组的形式进行表演，他们的精彩表演让管状的龙的戏服仿佛有了生命。作为对表演的回报，店主们通常会给表演者们一些钱。这些表演者们一般是属于当地的武术俱乐部。
讽刺的是，不少人认为，比起中国自身，舞龙和舞狮在海外唐人街得到了更好的保护和传承。这种矛盾恐怕要归因于清朝统治之下的帝制中国的政治与社会动荡，使得包括舞龙舞狮在内的传统中国习俗难以繁荣发展。此外，在早期的中国政权下，这些习俗几乎被消灭了。然而幸运的是，由于華人移民遍布世界各地（东南亚有大規模華裔社群），这些传统的中国舞蹈得以在海外唐人街继续表演和传承。
中国新年的舞龙舞狮主要是为了吓走妖魔鬼怪，为社区带来好运。有时候也会专门邀请演员来表演，以庆祝唐人街一个新生意的开张，比如一个餐厅或银行。这种时候，祝福者们（通常是家人、批发商、社区组织等）往往会把庆祝用的花环、缠有彩带的绿色植物放在店铺门前，以祈求将来生意兴隆。

### 中秋节
一年一度的中秋节一般在九月到十月之间，正日為中国农历的八月十五，很多商家也会借这个机会售卖月饼。

### 唐人街选美大赛
有些唐人街会举办一年一度的“唐人街小姐”选为大赛，比如“纽约唐人街小姐”、“旧金山唐人街小姐”、“菲律宾唐人街小姐/先生”、“夏威夷唐人街小姐”、“休斯顿唐人街小姐”、“亚特兰大唐人街小姐”等。